# Auburn Railway Station, Sydney
Auburn Railway Station är en järnvägsstation belägen i Auburn i New South Wales i Australien. Stationen öppnades 1877.